# Acropyga silvestrii
Acropyga silvestrii  (лат.) — вид мелких муравьёв рода Acropyga из подсемейства Formicinae. Афротропика (Гана, Кения, Руанда, Танзания, Того, Эритрея, Эфиопия).

## Описание
Усики 10—11-члениковые. Длина тела от 1,6 до 2,1 мм. Жвалы широкие с 4—7 зубчиками. Основная окраска жёлтая. К нему близки виды Acropyga paleartica и Acropyga arnoldi. Предположительно, как и другие виды рода, имеют трофобиотическую связь с червецами (Pseudococcidae; муравьи разводят этих червецов как облигатных мирмекофилов-трофобионтов).
Вид был впервые описан в 1915 году итальянским мирмекологом Карло Эмери (Carlo Emery, 1848—1925).